# Elie Wiesel National Institute for Studying the Holocaust in Romania
Das Elie Wiesel National Institute for Studying the Holocaust in Romania (rumänisch Institutul Naţional pentru Studierea Holocaustului din România „Elie Wiesel“) ist ein Forschungsinstitut mit Sitz in Bukarest. Es wurde am 7. August 2005 von der rumänischen Regierung gegründet und offiziell am 9. Oktober desselben Jahres eröffnet, dem Nationalen Gedenktag für die Opfer des Holocaust in Rumänien. Das Institut wird derzeit von Alexandru Florian geleitet und untersteht dem rumänischen Kulturministerium.

## Struktur und Aufgaben
Das Institut verfügt über mehrere Abteilungen:
- Forschung und Redaktion
- Bildung und Kommunikation
- Bibliothek und Archiv
- Verwaltung und Buchhaltung

Zu den Hauptaufgaben des nach dem Friedensnobelpreisträger Elie Wiesel benannten Instituts gehören die Durchführung von Forschungsprojekten zum Holocaust in Rumänien, die Koordination von Bildungs- und Kommunikationsaktivitäten sowie die Sammlung, Archivierung und Veröffentlichung relevanter Dokumente.
Das Wiesel-Institut beherbergt das umfangreichste und vollständigste Archiv mit offiziellen Dokumenten zum Holocaust in Rumänien. Forscher haben Zugang zu über einer Million Dokumenten aus verschiedenen Quellen. Zusätzlich verfügt das Institut über eine Fachbibliothek mit akademischer Literatur zum Thema Holocaust. Das Institut entwickelt eine Vielzahl von Aktivitäten in den Bereichen Bildung und Kommunikation. Ein Schwerpunkt liegt auf der Fortbildung von Lehrern, wobei insbesondere Schulungen zur Bekämpfung von Antisemitismus, Fremdenfeindlichkeit und Rassismus angeboten werden. Zur Förderung des öffentlichen Diskurses und des wissenschaftlichen Austauschs organisiert das Institut regelmäßig Konferenzen, Seminare und öffentliche Debatten. 

## Internationale Zusammenarbeit
Das Wiesel-Institut ist durch seine Forschungsabteilung in der European Holocaust Research Infrastructure (EHRI) vertreten. Es führt Projekte zu verschiedenen Aspekten des Holocaust in Rumänien durch, sowohl mit nationaler als auch internationaler Finanzierung und in Kooperation mit verschiedenen Institutionen und Organisationen aus Rumänien und dem Ausland.